# Ямамото, Сацуо
Сацуо Ямамото (яп. 山本薩夫  Ямамото Сацуо). (15 июля 1910, Кагосима, Япония — 11 августа 1983, Токио, Япония) — японский кинорежиссёр и сценарист. Общепризнанный социальный критик и полемист, длительное время связанный с японской компартией, считается ярким представителем так называемой «социалистической школы». Ямамото провёл предвоенные годы в прогрессивной, ориентированной на Запад студии PCL (впоследствии «Тохо»). В послевоенные годы был одним из зачинателей движения «независимых». С 1948 года был членом Коммунистической партии Японии. В его фильмах зачастую изображена жестокость японской военщины до и во время Второй мировой войны. Он также обращался к теме послевоенной коррупции в японских корпорациях и больницах.

## Биография

### Ранние годы
Сацуо Ямамото родился в семье правительственного чиновника младшим из шести братьев. Когда мальчик был ещё совсем маленьким, семейство переехало в город Мацуяму, административный центр префектуры Эхиме, где с 1923 года Сацуо начал посещать среднюю школу (ныне это образовательное учреждение называется Matsuyamahigashi High School). После того как старший брат уехал в Токио, где поступил в Токийский университет, Сацуо перебрался к брату, где продолжил получать образование в средней школе при университете Мэйдзи. В 1929 году поступил в университет Васэда. Во время учёбы принимал активное участие в левом студенческом движении. Ещё студентом увлёкся театром, драматическим искусством. С группой студентов создал для «Прокино» (Союз пролетарского киноискусства) фильм «Спорт» (1931). После полицейского ареста за участие в студенческой антивоенной акции Ямамото был отчислен из университета.

### Карьера в кино
По рекомендации известного кинорежиссёра Дайскэ Ито в 1933 году трудоустроился в студию «Камата» кинокомпании «Сётику», где на первых порах был ассистентом режиссёров Микио Нарусэ и Минору Сибуя. В 1937 году перешёл в новообразованную кинокомпанию PCL (впоследствии «Тохо»), где в том же году дебютировал самостоятельной постановкой фильма «Ваша дочь». Затем снял лирические мелодрамы «Пасторальная симфония» (1938) и «Дорога» (1939).
Во время войны, в 1943 году был постановщиком фильма «Знойный ветер», рассказывающем о людях, работающих в доменном цехе металлургического комбината. В том же году был мобилизован в армию, служил солдатом в Китае. Был репатриирован в июне 1946 года. В сентябре того же года Сацуо Ямамото вернулся в кинокомпанию «Тохо».
Вместе с режиссёром Фумио Камэи поставил антивоенный фильм «Война и мир» (1947), в котором показана группа штрейкбрехеров, однако фильм подвергся цензуре оккупационных американских властей. Весной 1948 года в «Тохо» начался конфликт между предпринимателями и профсоюзами из-за того, что компания отказалась продлевать коллективный договор и уволила часть сотрудников. Профсоюз объявил забастовку, которая продолжалась двести дней. Одним из руководителей забастовки был Сацуо Ямамото. Началась «чистка красных» и Ямамото был уволен. Уволенные кинематографисты стали объединяться в независимые компании. Вместе с Тадаси Имаи, Акирой Ивасаки и другими, Ямамото основал в 1950 году компанию «Синсэй эйга», став одним из первых представителей независимой кинематографии в послевоенной Японии. В том же году на деньги профсоюзов поставил фильм «Улица насилия», в котором группа молодёжи выступает против босса мафии и коррумпированных полицейских. Остросоциальные фильмы Ямамото 1950-х годов «Зона пустоты» (по роману Хироси Нома, 1952) — об аморализме офицеров внутренних войск императорской армии, «Буря в горах Хаконэ» (по Тэру Такакура, 1952), «Улица без солнца» (по роману Сунао Токунага, 1954) — о бессердечных управляющих, пытавшихся перед войной сорвать рабочую стачку. В киноленте «Рёв тайфуна» (1956) политиканы пытаются незаконно получить страховку, добиваясь сноса якобы аварийного здания школы. «Песня тележки» (по повести Томоэ Ямасира, 1959) — история жизни одной крестьянки на протяжении шестидесяти лет. Все эти фильмы были сняты на деньги различных профсоюзных организаций и кооперативов. Для съёмок фильма «Улица без солнца» и некоторых других режиссёр прибегал к методу распространения через профсоюзы среди рабочих билетов на ещё не снятый фильм.
В начале 1960-х положение «независимых» компаний ухудшилось, вытесненные с рынка большими корпорациями, они стали распадаться. Ямамото был вынужден вернуться работать на крупных студиях, однако остался верен кинематографу социальной направленности. Его левые политические взгляды видны даже в костюмных исторических боевиках, традиционных «дзидайгэки», снятых в 1960-е: «Ниндзя» (1962, поставленный в расчёте на популярную звезду жанра Райдзо Итикаву), «Ниндзя 2» (1963), «Спасение слепого самурая» (1967), «История пионового фонаря» (1968), «Кровавый конец» (1969). И всё же в 1960-е Ямамото найдёт возможности для реализации остросоциальных проблемных фильмов: «Борьба без оружия» (1960), «Дело Мацукава» (1961), «Большая белая башня» (1966, премия Московского кинофестиваля 1967 года), «Завод рабов» (1968).
К лучшим работам режиссёра 1970-х годов относятся эпопея «Война и люди» (по Дзюмпэй Гомикаве, в трёх частях — по две серии в каждой, 1970-1973, специальная премия МКФ в Карловых Варах), «Великолепное семейство» (1974), «Кольцеобразное затмение солнца» (1975), «Август без императора» (1978).
Ямамото продолжал работать вплоть до самой своей смерти: два из его последних фильмов «Перевал Номуги» (1979) и «Перевал Номуги 2» (1982) рассказывали о жёстком обращении к рабочим со стороны работодателей в период Мэйдзи.
После съёмок своего последнего фильма Сацуо Ямамото, узнав что смертельно болен, сел за написание автобиографии. Был госпитализирован 19 мая 1983 года и умер от рака поджелудочной железы 11 августа того же года в возрасте 73 лет. Автобиография режиссёра под названием «Мои фильмы — жизнь» была опубликована после его смерти.

## Награды и номинации
Кинопремия Японской академии
- 1980 — номинация на премию за лучшую режиссуру (за 1979 год) — фильм «Перевал Номуги»[10].

Кинопремия «Голубая лента»
- 20-я церемония награждения (за 1965 год) — премия за лучшую режиссуру — фильмы «История грабителей в Японии» и «Скамья свидетелей»[10].
- 21-я церемония награждения (за 1966 год) — премия за лучший фильм — «Большая белая башня»[10].

Кинопремия «Кинэма Дзюмпо»
- 1967 — премия за лучший фильм 1966 года — «Большая белая башня»[10].
- 1967 — премия за лучшую режиссёрскую работу в 1966 году — фильм «Большая белая башня»[10].

Кинопремия «Майнити»
- 10-я церемония награждения (за 1959 год) — приз за лучшую режиссуру — фильмы: «Песня тележки» и «Человеческая стена»[11].
- 21-я церемония награждения (за 1966 год) — приз за лучший фильм — «Большая белая башня»[12].
- 21-я церемония награждения (за 1966 год) — приз за лучшую режиссёрскую работу — фильм «Большая белая башня»[12].
- 25-я церемония награждения (за 1970 год) — приз за лучшую режиссёрскую работу — фильм «Война и люди. Часть 1: Увертюры судьбы»[13].
- 31-я церемония награждения (за 1976 год) — приз за лучший фильм — «Безжизненная равнина» («Бесплодная зона»)[14].
- 31-я церемония награждения (за 1976 год) — приз за лучшую режиссёрскую работу — фильм «Безжизненная равнина» («Бесплодная зона»)[14].
- 34-я церемония награждения (за 1979 год) — приз за лучший фильм — фильм «Перевал Номуги»[15].

Московский международный кинофестиваль
- V Московский международный кинофестиваль (1967) — номинация на Большой приз фестиваля — фильм «Большая белая башня»[10].

## Фильмография
| Фильмография Сацуо Ямамото | Фильмография Сацуо Ямамото                        | Фильмография Сацуо Ямамото         | Фильмография Сацуо Ямамото                  | Фильмография Сацуо Ямамото                           | Фильмография Сацуо Ямамото              |
| Год                        | Русское название                                  | Японское название                  | Название на ромадзи                         | Английское название в международном прокате          | Кинокомпания                            |
| -------------------------- | ------------------------------------------------- | ---------------------------------- | ------------------------------------------- | ---------------------------------------------------- | --------------------------------------- |
| 1930-е годы                |                                                   |                                    |                                             |                                                      |                                         |
| 1937                       | «Ваша дочь»                                       | お嬢さん                           | Ojosan                                      | The Young Miss                                       | P.S.L.                                  |
| 1937                       | «Песня матери» (фильм в двух частях)              | 母の曲 前篇 / 母の曲 後篇          | Haha no kyoku (Zenpen; Kohen)               | Mother’ s Song (Parts l and 2)                       | Toho film Tokyo                         |
| 1938                       | «Пасторальная симфония»                           | 田園交響曲                         | Den' en kokyokyoku                          | Pastoral Symphony                                    | Toho film Tokyo                         |
| 1938                       | «Семейный дневник» (фильм в двух частях)          | 家庭日記 前篇 / 家庭日記 後篇      | Katei nikki (Zenpen; Kohen)                 | Family Diary (Parts 1 and 2)                         | Toho film Tokyo                         |
| 1939                       | «Тангэ Сазэн, Новая версия: Часть 1»              | 新篇 丹下左膳 隻手篇               | Shinpen Tange Sazen: I-Iayate hen           | Sazen Tange, New Version: Hayate Chapter             | Toho film Tokyo                         |
| 1939                       | «Красивый выход»                                  | 美はしき出発                       | Uruwashiki shuppatsu                        | Beautiful Departure                                  | Toho film Tokyo                         |
| 1939                       | «Дорога»                                          | 街                                 | Machi                                       | The Street                                           | Toho film Tokyo                         |
| 1939                       | «Дама с лентой»                                   | リボンを結ぶ夫人                   | Ribon o musubu fujin                        | A Lady with a Ribbon                                 | Toho film Tokyo                         |
| 1940-е годы                |                                                   |                                    |                                             |                                                      |                                         |
| 1940                       | «В ветер вместе с отцом»                          | そよ風父と共に                     | Soyokaze chichi to tomo ni                  | In the Breeze, with Father                           | Toho film Tokyo                         |
| 1940                       | «Обещание сестёр»                                 | 姉妹の約束                         | Kyodai no yakusoku                          | Sisters’ Promise                                     | Toho film Tokyo                         |
| 1941                       | «Рай, когда я пою»                                | 歌へば天国                         | Utaeba tengoku                              | Heaven When I Sing                                   | Toho film Tokyo                         |
| 1942                       | «Триумф крыльев»                                  | 翼の凱歌                           | Tsubasa no gaika                            | Winged Victory                                       | Toho film                               |
| 1943                       | «Знойный ветер»                                   | 熱風                               | Neppu                                       | Hot Winds / Searing Wind                             | Toho film                               |
| 1947                       | «Война и мир» (с режиссёром Фумио Камэи)          | 戦争と平和                         | Senso to heiwa                              | War and Peace / Between War and Peace                | Toho                                    |
| 1949                       | «Кто превратил меня в такого рода девушку?»       | こんな女が誰にした                 | Konna onna ni dare ga shita                 | Who Turned Me into This Kind of Woman?               | Toyoko                                  |
| 1950-е годы                |                                                   |                                    |                                             |                                                      |                                         |
| 1950                       | «Улица насилия»                                   | ペン偽らず 暴力の街                | Pen itsuwarazu: Boryoku no machi            | Street of Violence                                   | Daiei Motion Picture Company            |
| 1952                       | «Буря в горах Хаконэ» (с режиссёром Киёси Кусуда) | 箱根風雲録                         | Hakone fuun roku                            | Storm Clouds Over Hakone                             | Shinsei Eiga                            |
| 1952                       | «Зона пустоты»                                    | 真空地帯                           | Shinku chitai                               | Vacuum Zone                                          | Shinsei Eiga                            |
| 1954                       | «На исходе дня»                                   | 日の果て                           | Hi no hate                                  | To the End of the Sun                                | Клуб молодых актёров                    |
| 1954                       | «Улица без солнца»                                | 太陽のない街                       | Taiyo no nai machi                          | The Sunless Street                                   | Независимый фильм                       |
| 1955                       | «Когда любишь» (эпизод 3 — «Когда любишь»)        | 愛すればこそ 第三話 愛すればこそ   | Ai sureba koso. dai san wa ai sureba koso   | If You Love Me (segment 3 — If You Love Me)          | Независимый фильм                       |
| 1955                       | «Дневник Укигуса» («История ряски»)               | 浮草日記                           | Ukigusa nikki                               | Duckweed Story                                       | Yamamoto Production                     |
| 1956                       | «Лавина»                                          | 雪崩                               | Nadare                                      | Avalanche                                            | Toei Tokyo                              |
| 1956                       | «Рёв тайфуна»                                     | 台風騒動記                         | Taifu sodoki                                | Trouble about a Typhoon                              | Yamamoto Production                     |
| 1958                       | «Алый плащ»                                       | 赤い陣羽織                         | Akai jinbaori                               | The Scarlet Cloak                                    | Yamamoto Production                     |
| 1959                       | «Песня тележки»                                   | 荷車の歌                           | Niguruma no uta                             | The Cart Song                                        | Всеяпонская Ассоциация сельских фильмов |
| 1959                       | «Человеческая стена»                              | 人間の壁                           | Ningen no kabe                              | The Human Wall                                       | Yamamoto Production                     |
| 1960-е годы                |                                                   |                                    |                                             |                                                      |                                         |
| 1960                       | «Борьба без оружия»                               | 武器なき斗い                       | Buki naki tatakai                           | The War without Weapons / Battle without Arms        | Дайто                                   |
| 1961                       | «Дело Мацукава»                                   | 松川事件                           | Matsukawa jiken                             | The Matsukawa Derailment Incident                    | Профсоюзы и общественные организации    |
| 1962                       | «Девочки, принимающие грудь»                      | 乳房を抱く娘たち                   | Chibusa o idaku musumetachi                 | The Girls Who Embrace Udders                         | Всеяпонская Ассоциация сельских фильмов |
| 1962                       | «Ниндзя» («Банда убийц»)                          | 忍びの者                           | Shinobi no mono                             | Band of Assassins / The Ninja                        | Daiei Studios                           |
| 1963                       | «Красная татуировка»                              | 赤い水                             | Akai mizu                                   | Red Water / The Red Tattoo                           | Daiei Studios                           |
| 1963                       | «Ниндзя 2» («Банда убийц 2»)                      | 続・忍びの者                       | Zoku shinobi no mono                        | Band of Assassins 2 / The Ninja Part 2               | Daiei Studios                           |
| 1964                       | «Благодетель публики»                             | 傷だらけの山河                     | Kizudarake no sanga                         | The Public Benefactor / The Tycoon                   | Daiei Studios                           |
| 1965                       | «История грабителей в Японии»                     | にっぽん泥棒物語                   | Nippon dorobo monogatari                    | The Burglar Story                                    | Daiei Studios                           |
| 1965                       | «Скамья свидетелей»                               | 証人の椅子                         | Shonin no isu                               | The Witness Chair                                    | Yamamoto Production                     |
| 1965                       | «Шпион»                                           | スパイ                             | Supai                                       | The Spy                                              | Yamamoto Production                     |
| 1966                       | «Точка замерзания»                                | 氷点                               | Hyoten                                      | Freezing Point                                       | Daiei Studios                           |
| 1966                       | «Большая белая башня»                             | 白い巨塔                           | Shiroi Kyotô                                | The Great White Tower                                | Daiei Studios                           |
| 1967                       | «Фальшивый полицейский»                           | にせ刑事                           | Nise keiji                                  | The Bogus Policeman                                  | Daiei Studios                           |
| 1967                       | «Спасение слепого самурая»                        | 座頭市牢破り                       | Zatôichi rôyaburi                           | Zatoichi The Outlaw                                  | Daiei Studios                           |
| 1968                       | «Завод рабов»                                     | ドレイ工場                         | Dorei kojo                                  |                                                      | Профсоюзы и общественные организации    |
| 1968                       | «История пионового фонаря» («Невеста из ада»)     | 牡丹燈籠                           | Botan-dôrô                                  | A Tale of Peonies and Lanterns / The Bride from Hell | Daiei Studios                           |
| 1969                       | «Вьетнам»                                         | ベトナム                           | Betonamu                                    | Vietnam                                              | Production Committee                    |
| 1969                       | «Кровавый конец»                                  | 天狗党                             | Tengu-tô                                    | Blood End                                            | Daiei Studios                           |
| 1970-е годы                |                                                   |                                    |                                             |                                                      |                                         |
| 1970                       | «Война и люди. Часть 1: Увертюры судьбы»          | 戦争と人間 第一部 運命の序曲       | Senso to ningen: Unmei no jokyoku           | Men and War                                          | Nikkatsu                                |
| 1971                       | «Война и люди. Часть 2: Любви и печали гор и рек» | 戦争と人間 第二部 愛と悲しみの山河 | Senso to ningen II: Ai to kanashimino sanga | Men and War, Part Two                                | Nikkatsu                                |
| 1973                       | «Война и люди. Часть 3: Окончание»                | 戦争と人間 第三部 完結篇           | Senso to ningen III: Kanketsuhen            | Man and War, Part III                                | Nikkatsu                                |
| 1974                       | «Великолепное семейство»                          | 華麗なる一族                       | Karei-naru ichizoku                         | The Family                                           | Geiensha Company                        |
| 1975                       | «Кольцеобразное затмение солнца»                  | 金環蝕                             | Kinkanshoku                                 | Annular Solar Eclipse                                | Daiei Motion Picture Company            |
| 1976                       | «Безжизненная равнина» («Бесплодная зона»)        | 不毛地帯                           | Fumô chitai                                 | The Barren Zone                                      | Geiensha Company                        |
| 1976                       | «История Суйко эпохи Тэмпо»                       | 天保水滸伝 大原幽学                | Tenpo suiko-den: ohara yugaku               |                                                      | Daiei Eiga                              |
| 1977                       | «Освобождённый Вьетнам»                           | トンニャット・ベトナム             | Tonnyatto betonamu                          |                                                      | Nikkatsu                                |
| 1978                       | «Август без императора»                           | 皇帝のいない八月                   | Kôtei no inai hachigatsu                    | August without Emperor                               | Shôchiku Eiga                           |
| 1979                       | «Перевал Номуги»                                  | あゝ野麦峠                         | Ah! Nomugi toge                             | Oh! The Nomugi Pass                                  | Shin Nihon Eiga                         |
| 1980-е годы                |                                                   |                                    |                                             |                                                      |                                         |
| 1981                       | «Город рок-группы «Асси»»                         | アッシイたちの街                   | Asshii-tachi no machi                       |                                                      | Daiei Motion Picture Company            |
| 1982                       | «Перевал Номуги 2»                                | あゝ野麦峠 新緑篇                  | Ah! Nomugi toge — Shinryokuhen              |                                                      | Toho Company                            |

## Комментарии
1. ↑  В советском прокате фильм демонстрировался с февраля 1956 года, р/у Госкино СССР № 907/56 — опубликовано: «Аннотированный каталог фильмов действующего фонда: Художественные фильмы», М.: «Искусство»-1963, С. 346.
2. ↑  В советском прокате фильм демонстрировался с января 1958 года — опубликовано: журнал для работников кинопроката «Новые фильмы», 1958. Выпуск 1: Ориентировочный план выпуска новых художественных фильмов в 1 квартале 1958 года.
3. ↑  В советском прокате фильм демонстрировался с 1961 года, р/у Госкино СССР № 1159/61 — опубликовано: «Аннотированный каталог фильмов действующего фонда: Художественные фильмы», М.: «Искусство»-1963, С. 238.
4. ↑  В советском прокате фильм демонстрировался с июня 1963 года, р/у Госкино СССР № 1221/62 (до 1 октября 1967 года) — опубликовано: "Аннотированный каталог фильмов выпуска 1963 года. «Искусство», М.-1964, стр. 10.
5. ↑  В советском прокате фильм демонстрировался с сентября 1968 года, р/у Госкино СССР № 2161/68 (до 1 июня 1975 года) — опубликовано: «Каталог фильмов действующего фонда. Выпуск II: Зарубежные художественные фильмы», Инф.-рекл. бюро упр. кинофикации и кинопроката комитета по кинематографии при Совете министров СССР, М.-1972, стр. 10.
6. ↑  В советском прокате фильм демонстрировался с февраля 1970 года, р/у Госкино СССР № 2324/69 (до 1 января 1975 года) — опубликовано: «Каталог фильмов действующего фонда. Выпуск II: Зарубежные художественные фильмы», Инф.-рекл. бюро упр. кинофикации и кинопроката комитета по кинематографии при Совете министров СССР, М.-1972, стр. 47.
7. ↑  В советском прокате фильм демонстрировался с марта 1981 года, р/у Госкино СССР № 2215/80 (до 20 июня 1987 года) — опубликовано: "Аннотированный каталог фильмов, выпущенных в 1981 году. В/О «Союзинформкино», Госкино СССР, М.-1982, стр. 112.
8. ↑  В советском прокате фильм демонстрировался с ноября 1984 года, р/у Госкино СССР № 1902784 — опубликовано: журнал для работников кинопроката «Новые фильмы», 1984/ноябрь, стр. 18.